# Getto w Zaklikowie
Getto w Zaklikowie – getto żydowskie w Zaklikowie, utworzone przez Niemców, istniejące w 1942 roku.

## Historia
Getto na terenie Zaklikowa zostało utworzone na początku 1942 roku i umieszczono w nim Żydów z Zaklikowa, w późniejszym okresie istnienia także Żydów z innych gett m.in. Lublina, Krakowa, Kraśnika i miejscowości:Janów Lubelski, Modliborzyce i innych z terenu ówczesnego powiatu janowskiego. Przesiedleni tam Żydzi byli następnie wysyłani do niemieckiego obozu zagłady w Bełżcu.  
W dniu 15 października 1942 roku część mieszkańców getta rozstrzelano a pozostałych wywieziono do obozu zagłady w Bełżcu. Oficjalnie getto przestało istnieć w listopadzie 1942 roku.